# 青木町 (高浜市)
青木町（あおきちょう）は、愛知県高浜市の地名。現行行政地名は青木町1丁目から青木町9丁目。

## 地理
東は稗田町、南は碧海町、北は春日町に接する。郵便番号は444-1325（集配局：高浜郵便局）。

## 歴史

### 地名の由来
青木塚という面積9坪、高さ6尺ほどの墓地が明治初めごろまであり、そこには建武期ごろの武将の首塚と伝えられる榎の古樹があったというが、現存しない。

### 沿革

#### 森前の渡し

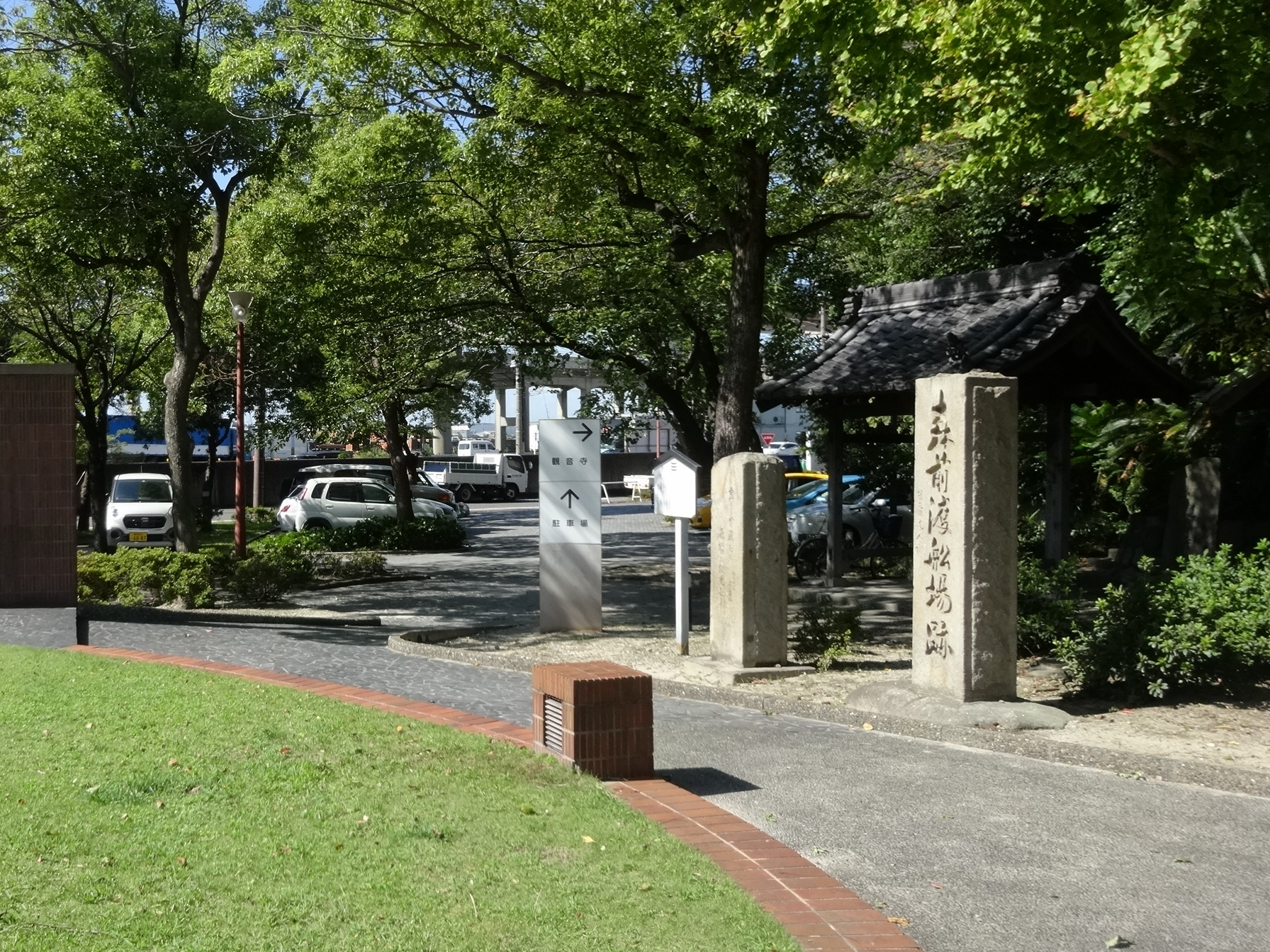
森前渡船場跡

かつては森前の渡しと呼ばれる衣浦対岸の亀崎との渡船が盛んであり、高浜地域にとっては陸上をとおした西尾との交易に匹敵するほど関係が深い時期もあった。渡船場の近くには刈谷から大浜（現在の碧南市中心部）に通じる街道が通っており、周辺には商店街が形成されていた。この渡しの成立時期は不明だが、1688年（元禄元年）には既に存在し、刈谷藩から浦守の設置が命じられていたという。
渡船場は明治維新以降も継続して存在し、魚の小売商・呉服太物屋・本屋・印刷屋等の出入りがあったとのことである。しかし、1914年（大正3年）に三河鉄道（現在の名鉄三河線）が渡しから700メートル程東側を南北に開通すると、高浜の町の中心部が東に移動し、人や物の移動に変化が生まれたため、徐々に衰えていったという。
1956年（昭和31年）､衣浦大橋が開通して高浜と亀崎が結ばれたことにより、渡船場は廃止された。渡船場周辺は埋め立てられたが、痕跡を示す石碑が建立された。

#### 千歳座

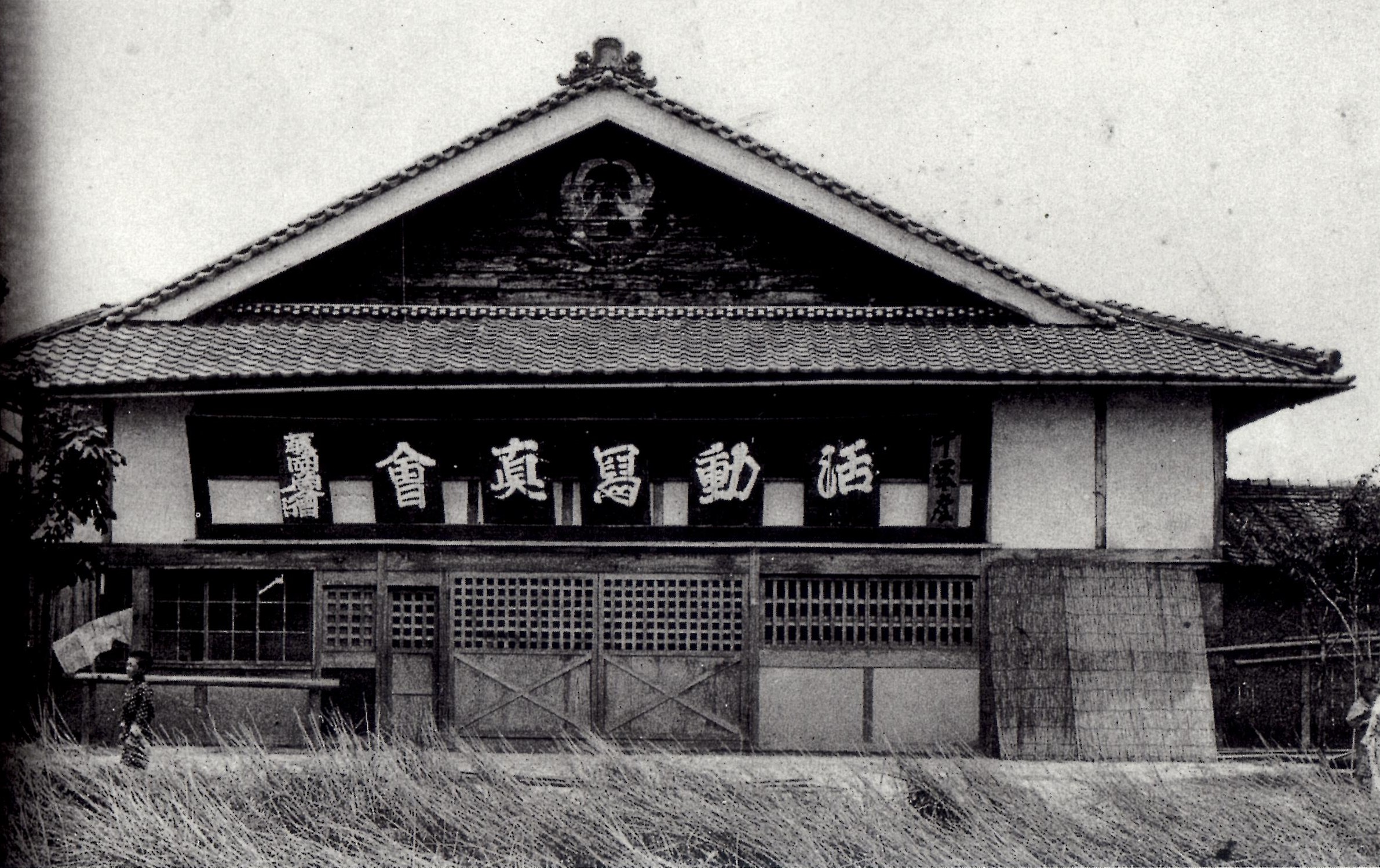
千歳座

1913年（大正2年）2月1日には劇場の千歳座が創立した。1927年（昭和2年）4月1日には千歳劇場株式会社が設立されて株式組織に改められ、1930年（昭和5年）頃からは映画の上映も行われた。建物は木造、瓦葺、2階建てであり、座席定員は449人だった。戦後には村田英雄、2代目大江美智子、入江たか子なども千歳座に来演した。

### 町名の変遷
| 実施後                                                                                | 実施年月日 | 実施前（各町名ともその一部）                       |
| ------------------------------------------------------------------------------------- | ---------- | -------------------------------------------------- |
| 青木町1丁目                                                                           | 不明       | 高浜町字寺下・橋北                                 |
| 青木町2丁目                                                                           | 不明       | 高浜町字北浦・西海戸                               |
| 青木町3丁目                                                                           | 不明       | 高浜町字四ツ辻・守屋                               |
| 青木町4丁目                                                                           | 不明       | 高浜町字馬場・守屋・古郷・青木・石神               |
| 青木町5丁目                                                                           | 不明       | 高浜町字馬場・神ノ木・乞殿・古郷・青木             |
| 青木町6丁目                                                                           | 不明       | 高浜町字青木・大三昧・石神・欠戸・中道・一色・築地 |
| 青木町7丁目                                                                           | 不明       | 高浜町字石神・欠戸・段留・一色・四軒家             |
| 青木町8丁目                                                                           | 不明       | 高浜町字石神・段留・県・川ノ田                     |
| 青木町9丁目                                                                           | 不明       | 高浜町字西浦・県・川ノ田                           |
| 出典:昭文社「碧南・高浜市」（1989年8月発行および1997年1月発行、愛知県図書館蔵）による |            |                                                    |

## 世帯数と人口
2019年（令和元年）6月1日時点の世帯数と人口は以下の通りである。
| 大字   | 世帯数    | 人口    |
| ------ | --------- | ------- |
| 青木町 | 1,220世帯 | 3,006人 |

### 人口の変遷
| 1991年（平成3年）  | 3,308人 | [ 7 ]     |  |
| 1995年（平成7年）  | 3,285人 | [ 8 ]     |  |
| 2005年（平成17年） | 3,153人 | [ WEB 6 ] |  |
| 2010年（平成22年） | 3,138人 | [ WEB 7 ] |  |
| 2015年（平成27年） | 2,977人 | [ WEB 8 ] |  |

## 学区
市立小・中学校に通う場合、学区は以下の通りとなる。また、公立高等学校に通う場合の学区は以下の通りとなる。
| 番・番地等 | 小学校             | 中学校           | 高等学校             |
| ---------- | ------------------ | ---------------- | -------------------- |
| 全域       | 高浜市立高浜小学校 | 高浜市立南中学校 | 三河学区（特例地域） |

## 交通

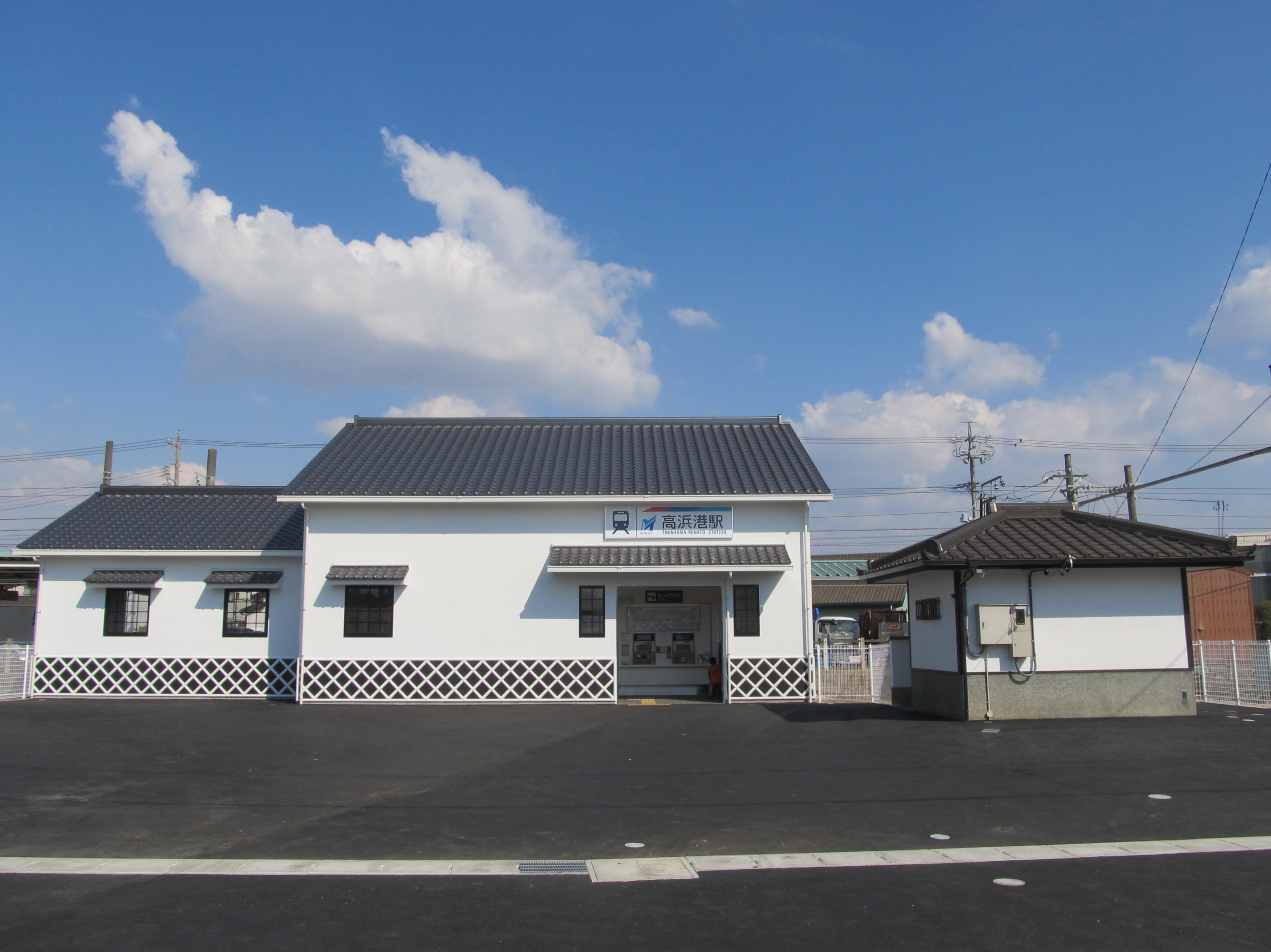
高浜港駅

### 鉄道
- 名古屋鉄道（名鉄）
三河線 高浜港駅[WEB 11]座標

### 道路
- 愛知県道47号岡崎半田線
- 愛知県道300号高浜港停車場線

## 施設

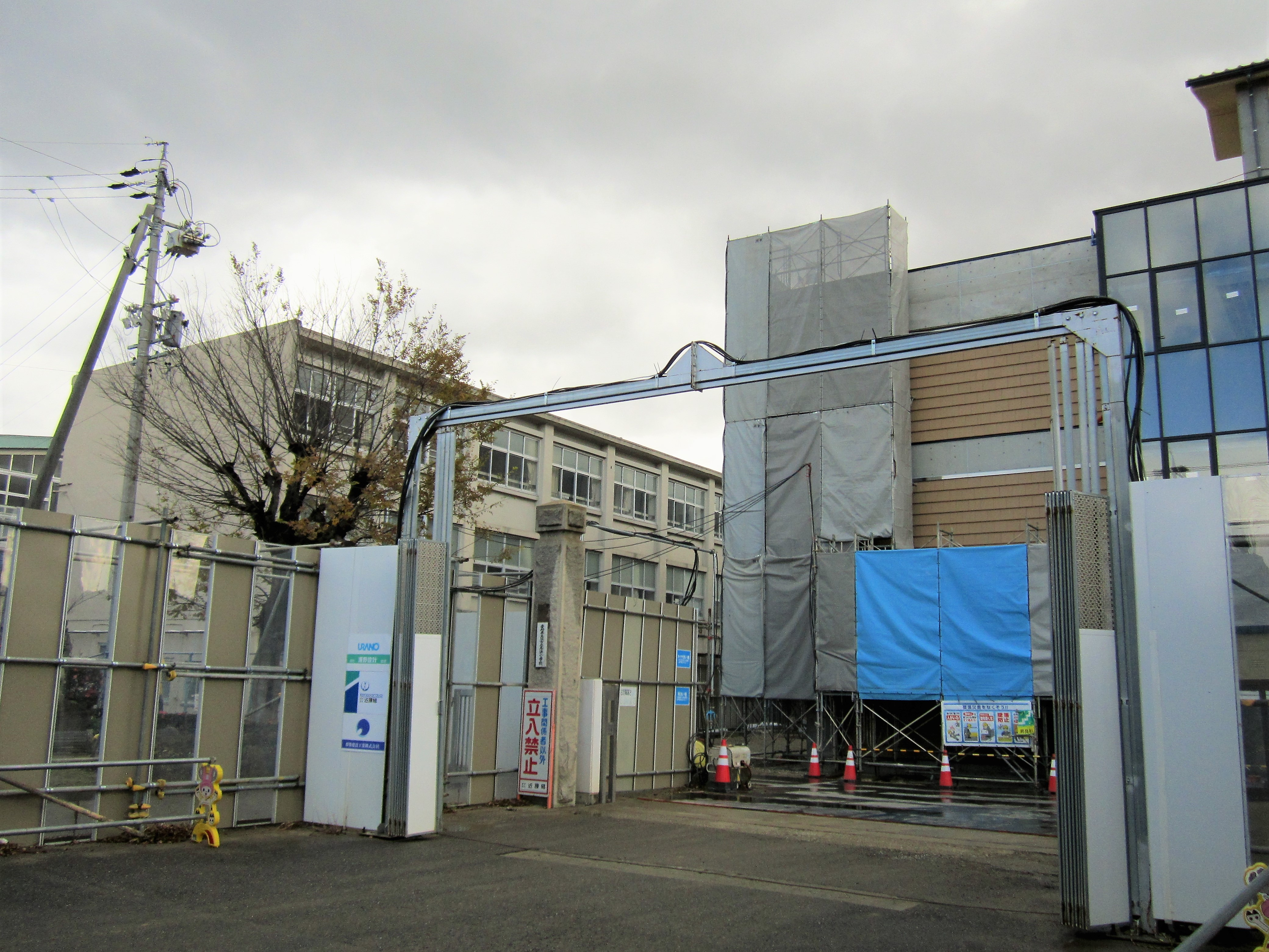
高浜市役所座標
  - 高浜市議会
- 高浜市立高浜小学校

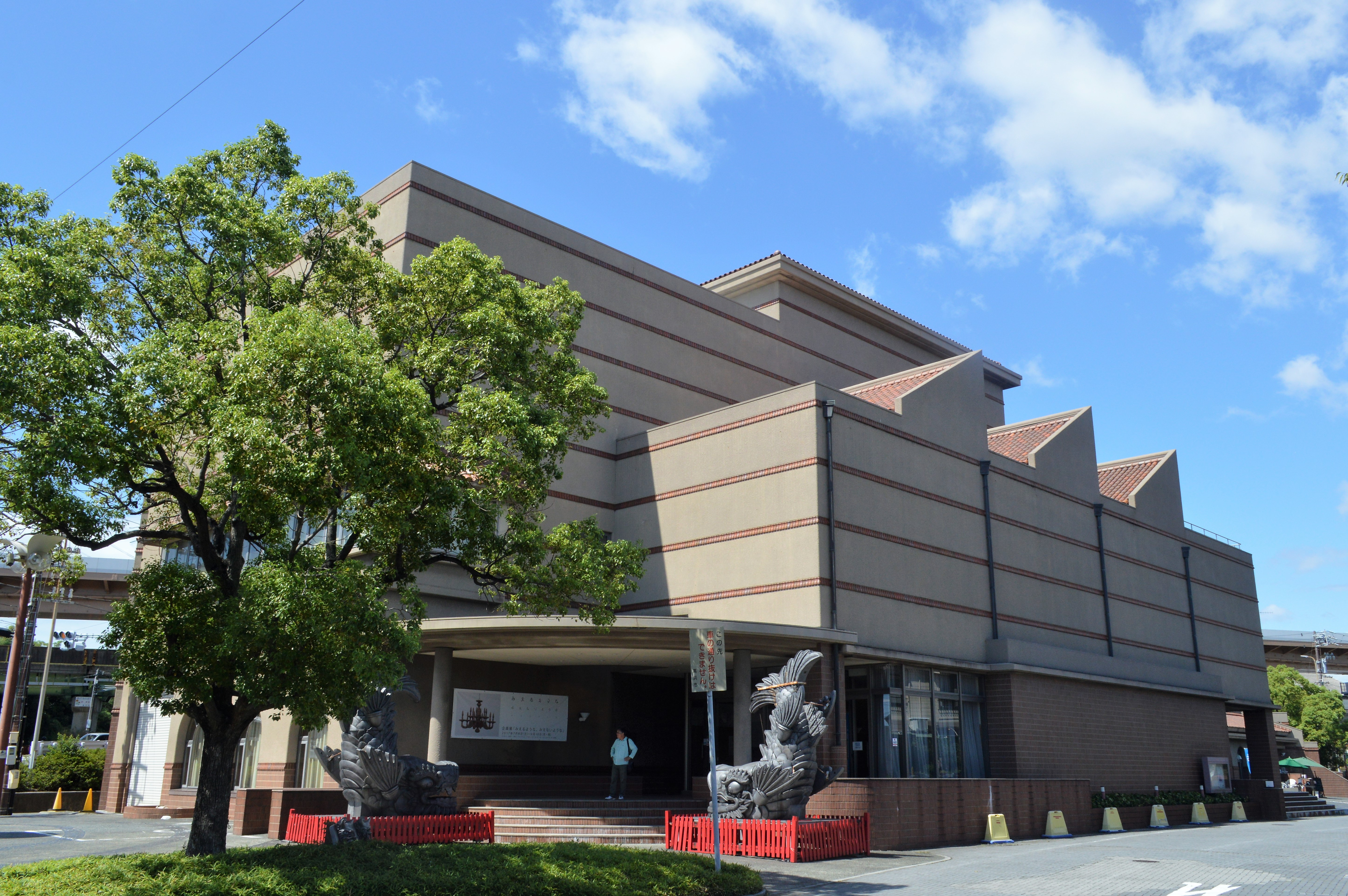
高浜市やきものの里かわら美術館

- 高浜市やきものの里かわら美術館・図書館[WEB 12]座標
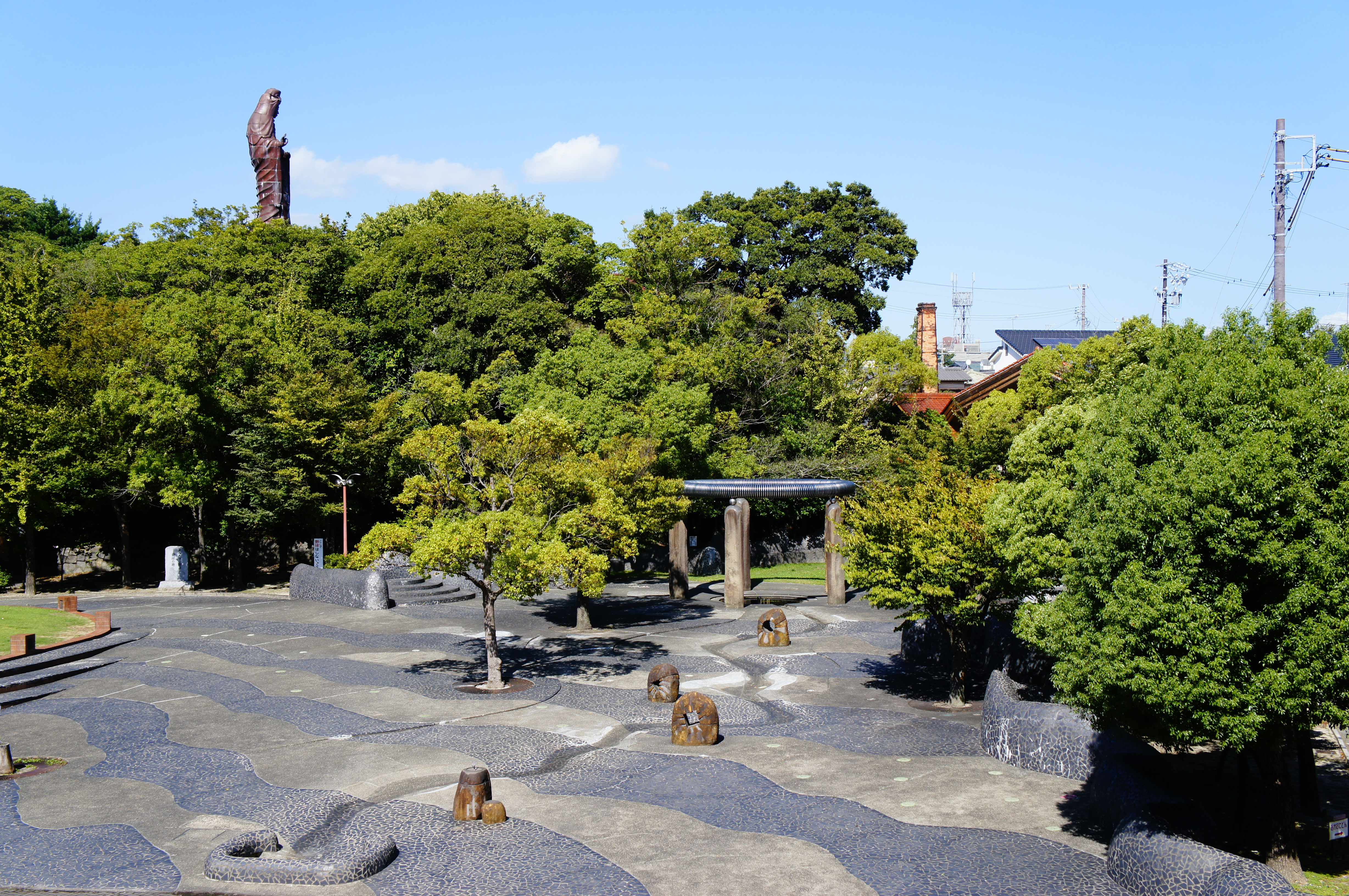
森前公園座標
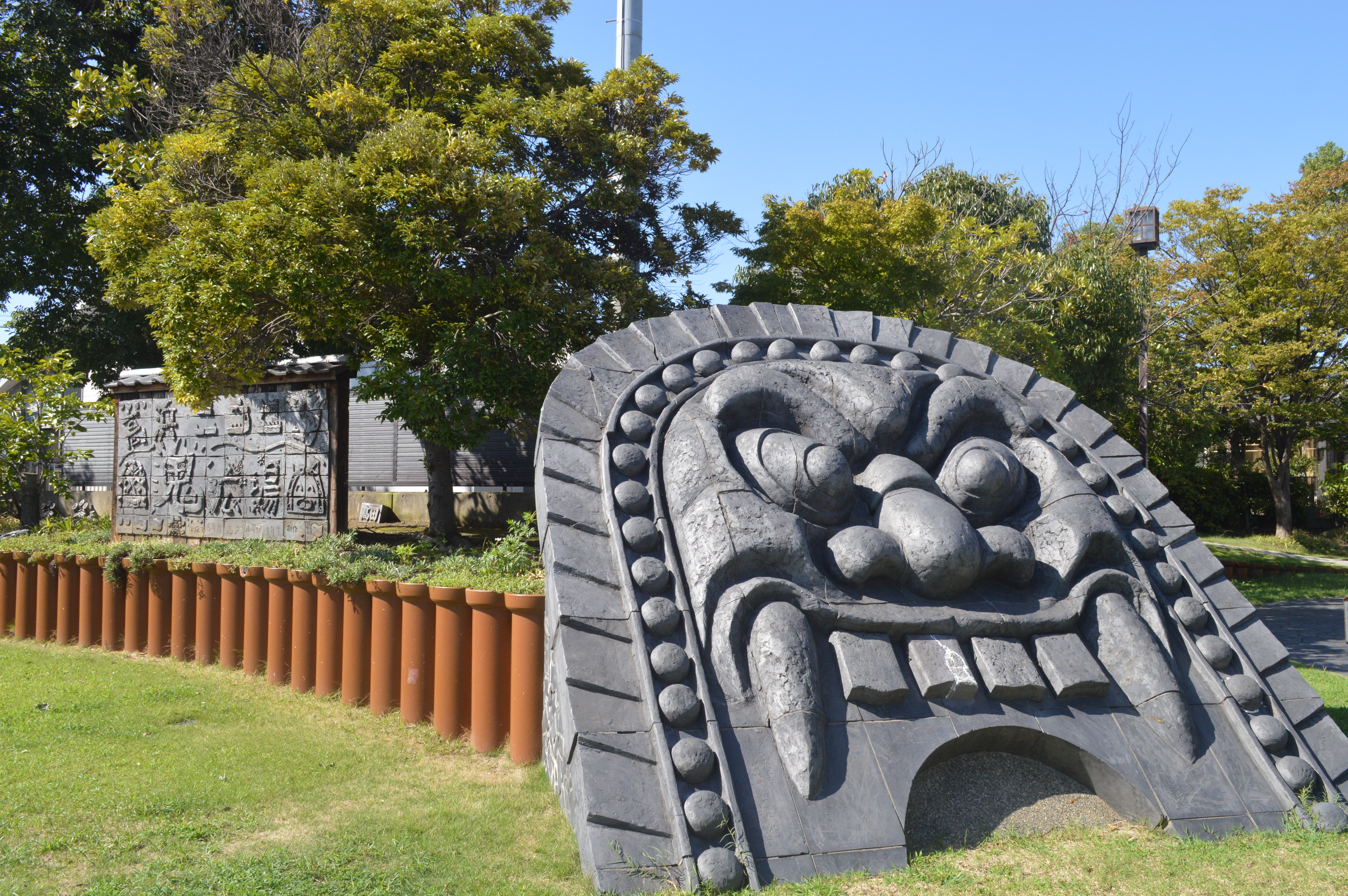
高浜ニコニコ鬼広場
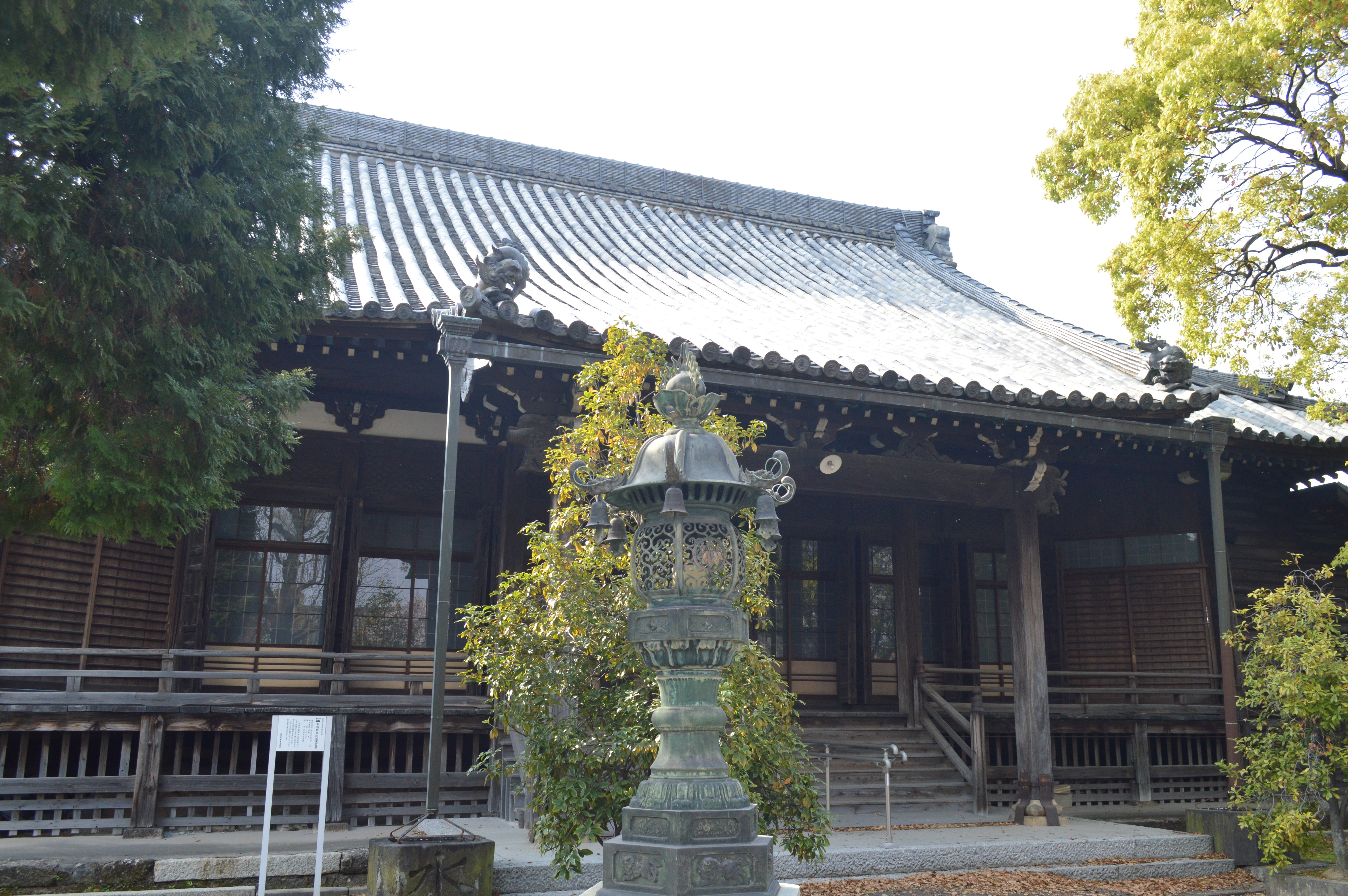
恩任寺
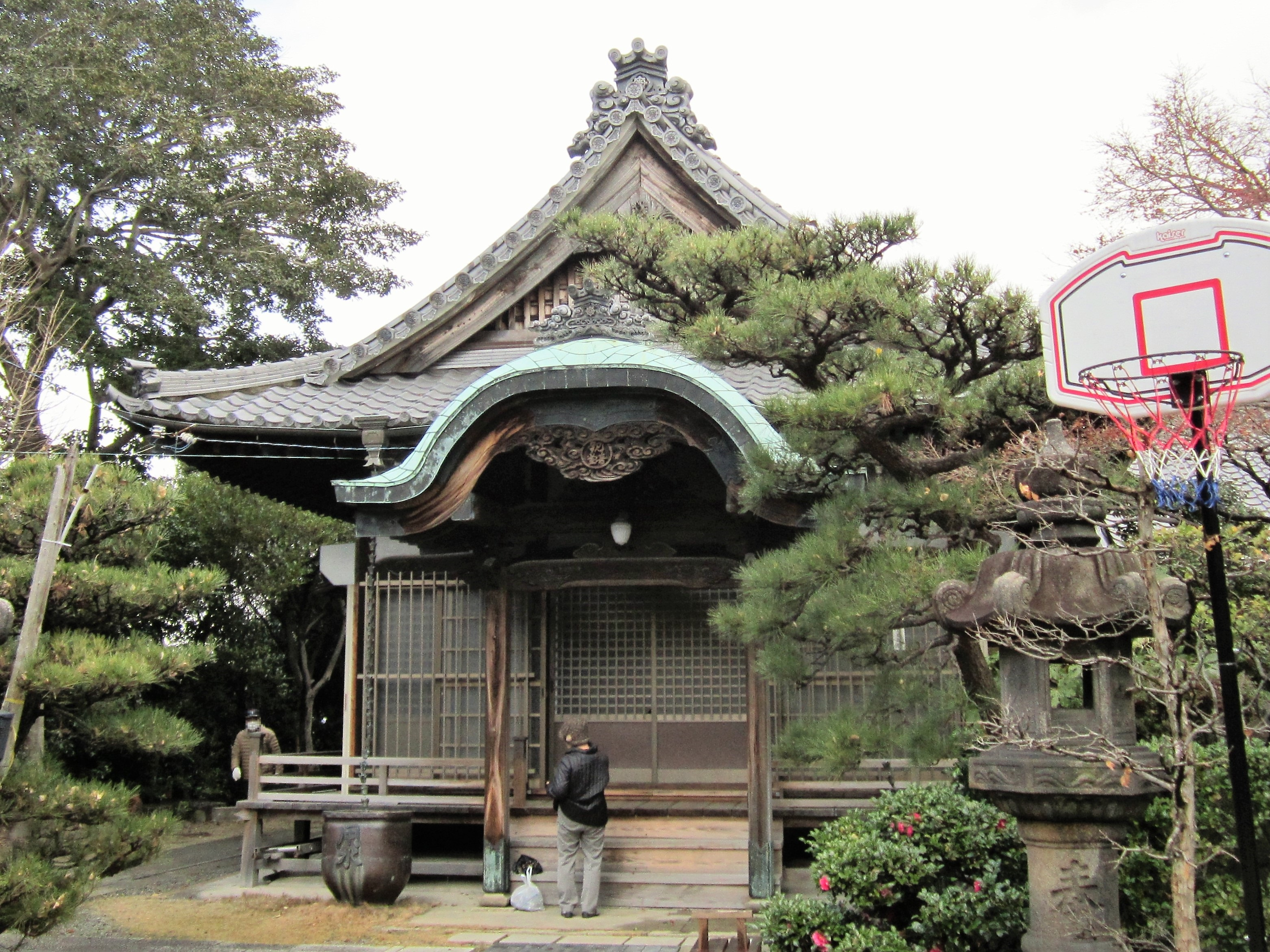
観音寺
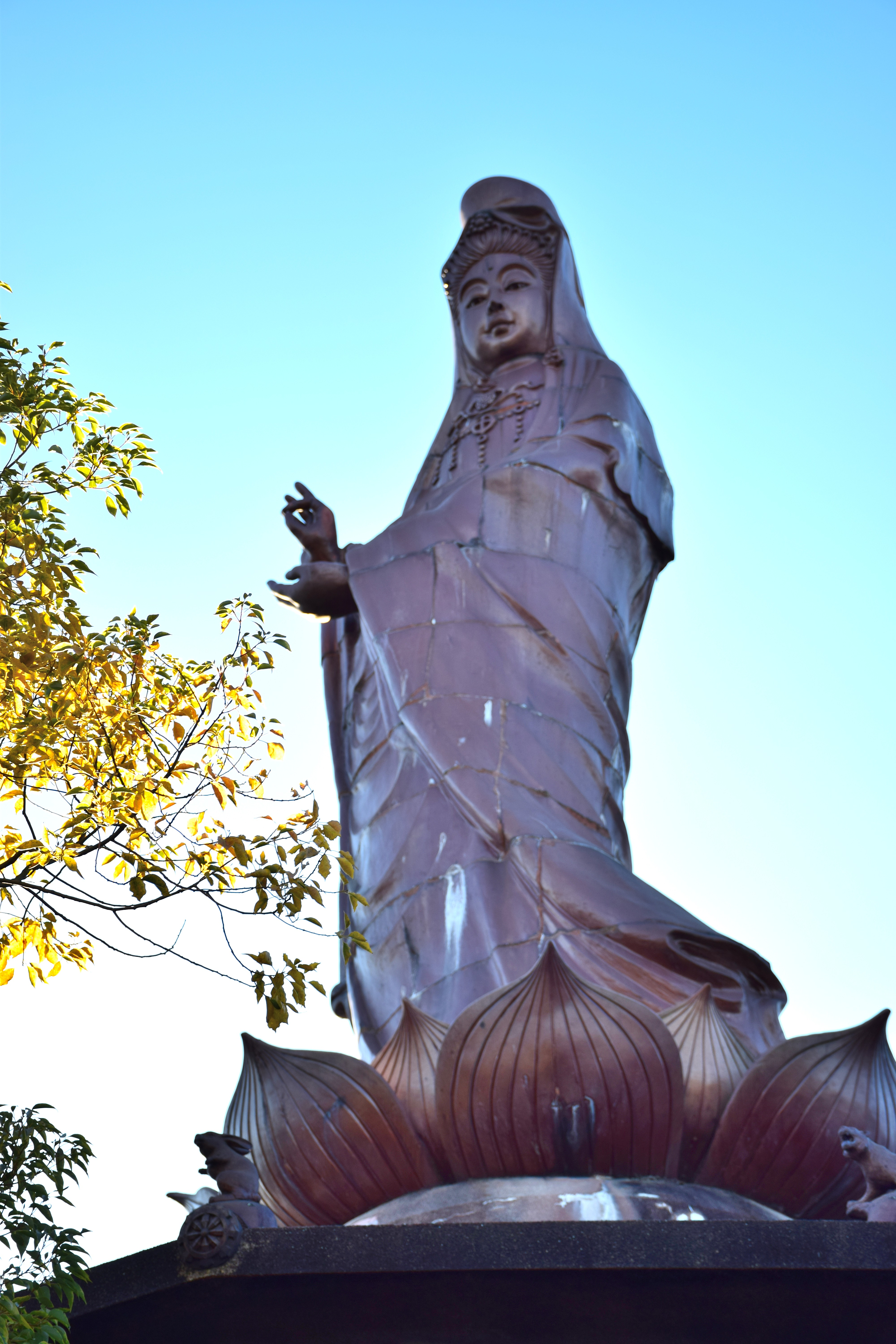
衣浦観音

公園の名称に採用された森前は町名および旧字としても使われなかった通称地名である。旧字でいうと、字県・川田・西浦付近（青木町8丁目・9丁目付近）を指したといい、当地に鎮座していた県神社の鎮守の森の前辺りを示していた。県神社は1916年（大正5年）8月に春日神社に合祀され、森自体も消滅した。
- 高浜ニコニコ鬼広場

名鉄三河線高浜港駅前にある小公園。三州高浜鬼みちのルートにも組み込まれている。
- 石川山恩任寺座標

浄土真宗の寺院。浜三ヶ寺のひとつとされる。浜三ヶ寺は恩任寺のほか、専修坊、西方寺を指すとされる。かつては天台宗西湖山竜現寺と称する寺院であり、現在の境内地より北方に所在した。石川道証坊が中興の祖として、文明13年（1481年）に本堂を再建し、浄土真宗に改宗したとされる。1923年（大正12年）には境内から古墳時代前期の遺跡である北浦恩任寺下遺跡が発見されている。ただし遺物は大形角形土器が1点残るのみで、多数の出土品は顧みられることなく散逸してしまっているという。
- 道向山大日寺座標

浄土宗の寺院。大日如来を本尊とする。はじめ高浜大日教会を称するが、1948年（昭和23年）12月に大日寺と改めた。
- 地蔵教会座標

浄土宗の寺院。地蔵菩薩を本尊とする。創立時期は不明。かつては天台宗蔵福寺を称していたが、改宗により地蔵堂と改称した。さらに、1942年（昭和17年）に地蔵教会となった。
- 衣浦観音座標

観音寺境内に建立された陶製の高さ8メートルの観音立像。陶製の観音像としては日本一の規模を誇るという。1959年（昭和34年）3月完成。
- 高浜市立高浜小学校
- 森前公園
- 高浜ニコニコ鬼広場
- 恩任寺
- 観音寺
- 衣浦観音

### 文献
1. ↑  高浜町誌編纂委員会 1966, p. 64.
2. ↑  高浜市誌編纂委員会 1976, p. 457・335.
3. 1 2 3 4  高浜市誌編纂委員会 1976, p. 457.
4. ↑  高浜市誌編纂委員会 1976, p. 461.
5. 1 2 3  高浜中学校『高浜町の姿』高浜中学校、1957年、pp.266-267
6. ↑  天野暢保（監修）『碧海の今昔』樹林舎、2021年、p.194
7. ↑  高浜市福祉部経済環境課 1992, p. 14.
8. ↑  高浜市福祉部経済環境課 1996, p. 14.
9. 1 2 3  高浜町誌編纂委員会 1966, p. 77.
10. 1 2 3 4  高浜市誌編纂委員会 1976, p. 981.
11. ↑  高浜町誌編纂委員会 1966, p. 197.
12. ↑  高浜町誌編纂委員会 1966, p. 153.
13. ↑  高浜町誌編纂委員会 1966, p. 160.
14. 1 2 3  愛知県史誌出版協会編集事務局 1986, p. 443.
15. 1 2 3 4 5  愛知県史誌出版協会編集事務局 1986, p. 444.

### WEBサイト
1. ↑  “愛知県高浜市の町丁・字一覧”.   人口統計ラボ. 2015年12月14日閲覧。
2. 1 2  “高浜市の人口 - 町別・年齢別人口(月ごと)”.   刈谷市 (2019年6月1日). 2019年6月15日閲覧。
3. 1 2  “郵便番号”.  日本郵便. 2019年6月10日閲覧。
4. ↑  “市外局番の一覧”.   総務省. 2019年6月10日閲覧。
5. ↑  “郵便番号簿 2018年度版” (PDF).   日本郵便. 2019年6月10日閲覧。
6. ↑  愛知県 県民生活部 統計課 人口統計グループ (2007年6月29日). “愛知県の町丁・字別人口　－平成17年国勢調査町丁・字別集計結果 高浜市” (XLS). 2015年12月14日閲覧。
7. ↑  愛知県 県民生活部 統計課 人口統計グループ (2012年5月14日). “愛知県の町丁・字別人口　－平成22年国勢調査　町丁・字別集計結果－ 高浜市” (XLS). 2015年12月14日閲覧。
8. ↑  総務省統計局 (2017年1月27日). “平成27年国勢調査の調査結果(e-Stat) - 男女別人口及び世帯数 －町丁・字等”. 2019年3月23日閲覧。
9. ↑  “通学区域について”.   高浜市. 2019年6月15日閲覧。
10. ↑  “愛知県公立高等学校の通学区域並びに群及びグループ分けについて” (PDF).   愛知県教育委員会. 2015年12月14日閲覧。
11. ↑  “高浜港駅”.   名古屋鉄道. 2015年12月23日閲覧。
12. ↑  “アクセスマップ”.   高浜市やきものの里かわら美術館. 2015年12月23日閲覧。
13. 1 2 3  “衣浦観音”.   高浜市観光協会. 2017年9月21日閲覧。